# Лопенка (гмина Цисна)
Лопе́нка (пол.  Łopienka, русин. Лопінка) — несуществующее в настоящее время село в Польше, территориально находится на территории гмины Цисна Лесковского повята Подкарпатского воеводства.

## География
Село располагалось около горы Лопенника, входящей в горную систему Бещады.

## История
Село было основано в 1543 году шляхетским родом Баль. После смерти Матеуша III Баля в 1595 году село перешло в собственность его четырёх сыновей. В 1598 году село стало принадлежать Петру II Балю.
До 1884 года в селе располагалось предприятие, добывающее и перерабатывающее нефть.
В селе проживали лемки. В 1939 году численность населения села составляла 361 человек. В 1946—1947 годах все жители села были переселены во время операции «Висла» на западные территории Польши. С течением времени дома разрушились. Единственным зданием, сохранившимся до нашего времени, стала церковь, датируемая 1757 годом. Церковь в 1983 году была отремонтирована и сегодня принадлежит католическому приходу, который находится в селе Гужанка. Эта церковь 16 марта 1972 года была внесена в реестр архитектурных памятников Подкарпатского воеводства (№ А — 283).
С 1977 по 1981 год село называлось «Овчары». До начала 80-х годов в селе проживало несколько человек. В настоящее время постоянного населения в селе нет.
В настоящее время на территории бывшей Лопенки ежегодно организуется студенческая туристическая база «Лопенка».
С 2000 года в церкви ежегодно в октябре проводятся экуменические богослужения представителями Католической и Православной церквей.

## Источник
- Łopinka, Słownik geograficzny Królestwa Polskiego i innych krajów słowiańskich, Tom V (Kutowa Wola — Malczyce), 1884.